# فورچون جهانی ۵۰۰
فورچن جهانی ۵۰۰ (به انگلیسی: Fortune Global 500) فهرستی از ۵۰۰ شرکت بین‌المللی فعال در صنایع مختلف می‌باشد، که به صورت سالیانه توسط مجله فورچن رتبه‌بندی و منتشر می‌شود. تا سال ۱۹۸۹ این فهرست به صورت سالیانه تحت عنوان "گلوبال ۵۰۰" منتشر می‌شد، که فهرستی از شرکت‌های صنعتی خارج از ایالات متحده را در بر می‌گرفت، همچنین فهرستی دیگر تحت نام فورچن ۵۰۰ نیز توسط این مجله منتشر می‌شد، که تنها شرکت‌های مستقر در ایالات متحده آمریکا را رتبه‌بندی می‌کرد.
فهرست فورچن جهانی ۵۰۰ از سال ۱۹۹۰ منتشر شد، که برای نخستین بار شرکت‌های صنعتی بین‌المللی و آمریکایی، در یک فهرست توسط مجله فورچون و بر پایه میزان درآمد سالیانه شرکت‌ها رتبه‌بندی شدند. از سال ۱۹۹۵ مؤسسات مالی و بانک‌ها نیز به این فهرست اضافه شدند. در فاصله سال‌های ۲۰۰۱ تا ۲۰۱۱ تغییرات قابل‌توجهی در توزیع جغرافیایی شرکت‌های رتبه‌بندی شده در فهرست فورچن جهانی ۵۰۰ ایجاد شده‌است، به طوری‌که شمار شرکت‌های مستقر در آمریکای شمالی از ۲۱۵ شرکت در سال ۲۰۰۱ به ۱۴۶ شرکت در سال ۲۰۱۱ کاهش یافته است. این کاهش در حالی اتفاق افتاده که تعداد شرکت‌های آسیایی روندی افزایشی را تجربه کرده و از ۱۱۶ شرکت در سال ۲۰۰۱ به ۱۷۲ شرکت در سال ۲۰۱۱ افزایش داشته است.

## فهرست سال ۲۰۱۹
| رتبه | شرکت            | کشور                | صنعت            | درآمد              |
| ---- | --------------- | ------------------- | --------------- | ------------------ |
| ۲    | اکسان‌موبیل      | ایالات متحده آمریکا | نفت و گاز       | ۲۹۰،۲ میلیارد دلار |
| ۳    | اپل             | ایالات متحده آمریکا | فناوری          | ۲۶۵،۶ میلیارد دلار |
| ۴    | برکشایر هاتاوی  | ایالات متحده آمریکا | خدمات مالی      | ۲۴۷،۸ میلیارد دلار |
| ۵    | آمازون          | ایالات متحده آمریکا | تجارت الکترونیک | ۲۳۲،۹ میلیارد دلار |
| ۶    | یونایتدهلت گروپ | ایالات متحده آمریکا | بهداشت و درمان  | ۲۲۶،۲ میلیارد دلار |
| ۷    | مک‌کسان          | ایالات متحده آمریکا | داروسازی        | ۲۰۸،۳ میلیارد دلار |
| ۸    | سی‌وی‌اس          | ایالات متحده آمریکا | توزیع دارو      | ۱۹۴،۶ میلیارد دلار |
| ۹    | ای تی اند تی    | ایالات متحده آمریکا | مخابرات         | ۱۷۰،۷ میلیارد دلار |
| ۱۰   | امریسورس برگن   | ایالات متحده آمریکا | توزیع دارو      | ۱۶۷،۹ میلیارد دلار |

## فهرست سال ۲۰۱۸
| رتبه | شرکت            | کشور                | صنعت            | درآمد              |
| ---- | --------------- | ------------------- | --------------- | ------------------ |
| ۱    | وال‌مارت         | ایالات متحده آمریکا | خرده‌فروشی       | ۵۰۰،۳ میلیارد دلار |
| ۲    | اکسان‌موبیل      | ایالات متحده آمریکا | نفت و گاز       | ۲۴۴،۴ میلیارد دلار |
| ۳    | برکشایر هاتاوی  | ایالات متحده آمریکا | خدمات مالی      | ۲۴۲،۱ میلیارد دلار |
| ۴    | اپل             | ایالات متحده آمریکا | فناوری          | ۲۲۹،۲ میلیارد دلار |
| ۵    | یونایتدهلت گروپ | ایالات متحده آمریکا | بهداشت و درمان  | ۲۰۱،۱ میلیارد دلار |
| ۶    | مک‌کسان          | ایالات متحده آمریکا | داروسازی        | ۱۹۸،۵ میلیارد دلار |
| ۷    | سی‌وی‌اس          | ایالات متحده آمریکا | توزیع دارو      | ۱۸۴،۷ میلیارد دلار |
| ۸    | آمازون          | ایالات متحده آمریکا | تجارت الکترونیک | ۱۷۷،۸ میلیارد دلار |
| ۹    | ای تی اند تی    | ایالات متحده آمریکا | مخابرات         | ۱۶۳،۷ میلیارد دلار |
| ۱۰   | جنرال موتورز    | ایالات متحده آمریکا | خودروسازی       | ۱۵۷،۳ میلیارد دلار |

## فهرست سال ۲۰۱۷
| رتبه | شرکت            | کشور                | صنعت           | درآمد              |
| ---- | --------------- | ------------------- | -------------- | ------------------ |
| ۱    | وال‌مارت         | ایالات متحده آمریکا | خرده‌فروشی      | ۴۸۵،۸ میلیارد دلار |
| ۲    | برکشایر هاتاوی  | ایالات متحده آمریکا | خدمات مالی     | ۲۲۳،۶ میلیارد دلار |
| ۳    | اپل             | ایالات متحده آمریکا | فناوری         | ۲۱۵،۶ میلیارد دلار |
| ۴    | اکسان‌موبیل      | ایالات متحده آمریکا | نفت و گاز      | ۲۰۵،۱ میلیارد دلار |
| ۵    | مک‌کسان          | ایالات متحده آمریکا | داروسازی       | ۱۹۲،۵ میلیارد دلار |
| ۶    | یونایتدهلت گروپ | ایالات متحده آمریکا | بهداشت و درمان | ۱۹۴،۸ میلیارد دلار |
| ۷    | سی‌وی‌اس          | ایالات متحده آمریکا | توزیع دارو     | ۱۷۷،۵ میلیارد دلار |
| ۸    | جنرال موتورز    | ایالات متحده آمریکا | خودروسازی      | ۱۶۶،۴ میلیارد دلار |
| ۹    | ای تی اند تی    | ایالات متحده آمریکا | مخابرات        | ۱۶۳،۷ میلیارد دلار |
| ۱۰   | فورد موتورز     | ایالات متحده آمریکا | خودروسازی      | ۱۵۱،۸ میلیارد دلار |

## فهرست سال ۲۰۱۶
| رتبه | شرکت                      | کشور                | صنعت               | درآمد              |
| ---- | ------------------------- | ------------------- | ------------------ | ------------------ |
| ۱    | وال‌مارت                   | ایالات متحده آمریکا | خرده‌فروشی          | ۴۸۲٫۱ میلیارد دلار |
| ۲    | استیت گرید کورپوریشن چین  | چین                 | تولید و تزیع برق   | ۳۲۹٫۶ میلیارد دلار |
| ۳    | شرکت ملی نفت چین          | چین                 | نفت و گاز          | ۲۹۹٫۳ میلیارد دلار |
| ۴    | ساینوپک                   | چین                 | نفت و گاز          | ۲۹۴٫۳ میلیارد دلار |
| ۵    | رویال داچ شل              | هلند · بریتانیا†    | نفت و گاز          | ۲۷۲٫۲ میلیارد دلار |
| ۶    | اکسون‌موبیل                | ایالات متحده آمریکا | نفت و گاز          | ۲۴۶٫۲ میلیارد دلار |
| ۷    | گروه فولکس‌واگن            | آلمان               | خودروسازی          | ۲۳۶٫۶ میلیارد دلار |
| ۸    | تویوتا                    | ژاپن                | خودروسازی          | ۲۳۶٫۵ میلیارد دلار |
| ۹    | اپل                       | ایالات متحده آمریکا | فناوری اطلاعات     | ۲۳۳٫۷ میلیارد دلار |
| ۱۰   | بی‌پی                      | بریتانیا            | نفت و گاز          | ۲۲۵٫۹ میلیارد دلار |
| ۱۱   | برکشایر هاتاوی            | ایالات متحده آمریکا | خدمات مالی         | ۲۱۰٫۸ میلیارد دلار |
| ۱۲   | مک‌کسان                    | ایالات متحده آمریکا | داروسازی           | ۱۹۲٫۴ میلیارد دلار |
| ۱۳   | سامسونگ الکترونیک         | کره جنوبی           | الکترونیک          | ۱۷۷٫۴ میلیارد دلار |
| ۱۴   | گلنکور                    | سوئیس · بریتانیا    | تجارت              | ۱۷۰٫۴ میلیارد دلار |
| ۱۵   | بانک صنعتی و بازرگانی چین | چین                 | بانکداری           | ۱۷۷٫۴ میلیارد دلار |
| ۱۶   | دایملر آ گ                | آلمان               | خودروسازی          | ۱۶۵٫۸ میلیارد دلار |
| ۱۷   | یونایتدهلت گروپ           | ایالات متحده آمریکا | بهداشت و درمان     | ۱۵۷٫۱ میلیارد دلار |
| ۱۸   | سی‌وی‌اس کرمارک             | ایالات متحده آمریکا | توزیع دارو         | ۱۵۳٫۲ میلیارد دلار |
| ۱۹   | اکسور                     | ایتالیا             | سرمایه‌گذاری و بیمه | ۱۵۲٫۵ میلیارد دلار |
| ۲۰   | جنرال موتورز              | ایالات متحده آمریکا | خودروسازی          | ۱۵۲٫۳ میلیارد دلار |

## فهرست سال ۲۰۱۵
| رتبه | شرکت                     | کشور                | صنعت      | درآمد              |
| ---- | ------------------------ | ------------------- | --------- | ------------------ |
| ۱    | وال‌مارت                  | ایالات متحده آمریکا | خرده‌فروشی | ۴۸۵٫۷ میلیارد دلار |
| ۲    | ساینوپک                  | چین                 | نفت و گاز | ۴۴۶٫۸ میلیارد دلار |
| ۳    | رویال داچ شل             | هلند · بریتانیا†    | نفت و گاز | ۴۳۱٫۳ میلیارد دلار |
| ۴    | شرکت ملی نفت چین         | چین                 | نفت و گاز | ۴۲۸٫۶ میلیارد دلار |
| ۵    | اکسون‌موبیل               | ایالات متحده آمریکا | نفت و گاز | ۳۸۲٫۶ میلیارد دلار |
| ۶    | بی‌پی                     | بریتانیا            | نفت و گاز | ۳۵۸٫۷ میلیارد دلار |
| ۷    | استیت گرید کورپوریشن چین | چین                 | برق       | ۳۳۹٫۴ میلیارد دلار |
| ۸    | گروه فولکس‌واگن           | آلمان               | خودروسازی | ۲۶۸٫۶ میلیارد دلار |
| ۹    | تویوتا                   | ژاپن                | خودروسازی | ۲۴۷٫۷ میلیارد دلار |
| ۱۰   | گلنکور                   | سوئیس · بریتانیا    | تجارت     | ۲۲۱ میلیارد دلار   |

## فهرست سال ۲۰۱۳
| رتبه | شرکت                     | کشور                | صنعت      | درآمد               |
| ---- | ------------------------ | ------------------- | --------- | ------------------- |
| ۱    | رویال داچ شل             | هلند                | نفت و گاز | $۴۸۱٫۷ میلیارد دلار |
| ۲    | وال‌مارت                  | ایالات متحده آمریکا | خرده‌فروشی | $۴۶۹٫۲ میلیارد دلار |
| ۳    | اکسان‌موبیل               | ایالات متحده آمریکا | نفت و گاز | $۴۴۹٫۹ میلیارد دلار |
| ۴    | ساینوپک                  | چین                 | نفت و گاز | $۴۲۸٫۲ میلیارد دلار |
| ۵    | شرکت ملی نفت چین         | چین                 | نفت و گاز | $۴۰۸٫۶ میلیارد دلار |
| ۶    | بی‌پی                     | بریتانیا            | نفت و گاز | $۳۸۸٫۳ میلیارد دلار |
| ۷    | استیت گرید کورپوریشن چین | چین                 | برق       | $۲۹۸٫۴ میلیارد دلار |
| ۸    | تویوتا                   | ژاپن                | خودروسازی | $۲۶۵٫۷ میلیارد دلار |
| ۹    | گروه فولکس‌واگن           | آلمان               | خودروسازی | $۲۴۷٫۶ میلیارد دلار |
| ۱۰   | توتال                    | فرانسه              | نفت و گاز | $۲۳۴٫۳ میلیارد دلار |

## فهرست سال ۲۰۱۲
فهرست رتبه‌بندی شده ۲۰۱۲ فورچون که در وب سایت رسمی این مجله بارگذاری شده، در ۲۳ ژوئیه ۲۰۱۲ در مجله فورچون نیز منتشر می‌شود. در زیر لیست ۱۰ شرکت بزرگ که در تاریخ ۹ ژوئیه ۲۰۱۲ منتشر شده‌است ذکر گردیده است. این فهرست بر پایه سال مالی که در ۳۱ مارس ۲۰۱۲ یا قبل از آن به پایان رسید، رتبه‌بندی شده‌است.
| رتبه | شرکت                  | کشور                | صنعت              | درآمد                |
| ---- | --------------------- | ------------------- | ----------------- | -------------------- |
| ۱    | رویال داچ شل          | هلند†               | نفت و گاز         | ۴۸۴،۴ $ میلیارد دلار |
| ۲    | اکسان‌موبیل            | ایالات متحده آمریکا | نفت و گاز         | ۴۵۲،۹ $ میلیارد دلار |
| ۳    | وال‌مارت               | ایالات متحده آمریکا | خرده‌فروشی         | ۴۴۶،۹ $ میلیارد دلار |
| ۴    | بی‌پی                  | بریتانیا            | نفت و گاز         | ۳۸۶،۴ $ میلیارد دلار |
| ۵    | ساینوپک               | چین                 | نفت و گاز         | ۳۷۵،۲ $ میلیارد دلار |
| ۶    | شرکت ملی نفت چین      | چین                 | نفت و گاز         | ۳۵۲،۳ $ میلیارد دلار |
| ۷    | استیت گراید کورپوریشن | چین                 | تولید و توزیع برق | ۲۵۹،۱ $ میلیارد دلار |
| ۸    | شورون                 | ایالات متحده آمریکا | نفت و گاز         | ۲۴۵،۶ $ میلیارد دلار |
| ۹    | کونوکو فیلیپس         | ایالات متحده آمریکا | نفت و گاز         | ۲۳۷،۲ $ میلیارد دلار |
| ۱۰   | تویوتا                | ژاپن                | خودروسازی         | ۲۳۵،۳ $ میلیارد دلار |

† شرکت شل، شرکتی هلندی - انگلیسی است.

## تعارض
گزارش شده‌است که تناقضات متعددی در رتبه‌بندی فرچون از شهرهای مختلف دنیا، وجود داشته‌است و تنها شهرهایی در این فهرست قرار می‌گیرند، که مجله فورچون در آن شهرها دارای دفتر می‌باشد.

## تفکیک بر پایه کشور
در این بخش توزیع کشورها براساس تعداد شرکت‌هایی که در لیست ‏فورچون جهانی ۵۰۰ دارند، مورد بررسی قرار می‌‌گیرد. جدول زیر توزیع مذکور را به تفکیک کشور میزبان مقرر اصلی شرکت‏‌ها، نشان می‏‌دهد. طبق این جدول طی این دوره ترکیب حضور کشورها در فهرست ‏فرچون جهانی ۵۰۰ متحول شده‌است. به عنوان مثال در سال ۲۰۰۵ میلادی ۱۷۶ شرکت‌ آمریکایی در لیست حضور داشت، که این تعداد به ۱۳۲ شرکت در سال ۲۰۱۷ کاهش پیدا کرده‌است. همچنین تنها ۱۶ شرکت چینی در لیست سال ۲۰۰۵ حضور داشته‌اند، که این رقم به ۱۰۹ شرکت در سال ۲۰۱۷ ارتقا یافته‌است. برخی کشورها نیز در گذر زمان از لیست حذف شده، یا به آن اضافه شده‌اند.

## سودآوری
در فهرست زیر ۱۰ شرکت از سودآورترین شرکت‌های جهان، که در تاریخ ۹ ژوئیه ۲۰۱۲ در وب‌گاه مجله فورچون منتشر شده‌اند، درج گردیده است.
| رتبه | شرکت                      | کشور                | میزان سود          |
| ---- | ------------------------- | ------------------- | ------------------ |
| ۱    | گازپروم                   | روسیه               | $۴۴٫۴ میلیارد دلار |
| ۲    | اکسان‌موبیل                | ایالات متحده آمریکا | $۴۱٫۶ میلیارد دلار |
| ۳    | بانک صنعتی و بازرگانی چین | چین                 | $۴۱٫۶ میلیارد دلار |
| ۴    | رویال داچ شل              | هلند†               | $۳۰٫۹ میلیارد دلار |
| ۵    | شورون                     | ایالات متحده آمریکا | $۲۶٫۹ میلیارد دلار |
| ۶    | چاینا کانستراکشن بانک     | چین                 | $۲۶٫۱ میلیارد دلار |
| ۷    | اپل                       | ایالات متحده آمریکا | $۲۵٫۹ میلیارد دلار |
| ۸    | بی‌پی                      | بریتانیا            | $۲۵٫۷ میلیارد دلار |
| ۹    | بی‌اچ‌پی بیلیتون            | استرالیا ††         | $۲۳٫۶ میلیارد دلار |
| ۱۰   | مایکروسافت                | ایالات متحده آمریکا | $۲۳٫۲ میلیارد دلار |

† شرکت بی‌اچ‌پی بیلیتون یک شرکت استرالیایی - بریتانیایی است.

## شمار کارکنان
در زیر فهرستی از ۱۰ شرکتی که دارای بیشترین شمار کارکنان می‌باشند، رتبه‌بندی شده‌اند. این لیست در تاریخ ۹ ژوئیه ۲۰۱۲ منتشر شده‌است.
| رتبه | شرکت                    | کشور                | تعداد کارکنان |
| ---- | ----------------------- | ------------------- | ------------- |
| ۱    | وال‌مارت                 | ایالات متحده آمریکا | ۲٬۲۰۰٬۰۰۰     |
| ۲    | شرکت ملی نفت چین        | چین                 | ۱٬۶۶۸٬۰۷۲     |
| ۳    | استیت گراید کورپوریشن   | چین                 | ۱٬۵۸۳٬۰۰۰     |
| ۴    | ساینوپک                 | چین                 | ۱٬۰۲۱٬۹۷۹     |
| ۵    | فاکس‌کان                 | تایوان              | ۹۶۱٬۰۰۰       |
| ۶    | چاینا پست گروپ          | چین                 | ۸۸۹٬۳۰۷       |
| ۷    | خدمات پستی ایالات متحده | ایالات متحده آمریکا | ۶۰۱٬۶۰۱       |
| ۸    | گروه فولکس‌واگن          | آلمان               | ۵۰۱٬۹۵۶       |
| ۹    | چاینا تلکام             | چین                 | ۴۹۱٬۴۴۷       |
| ۱۰   | شرکت صنایع هوایی چین    | چین                 | ۴۸۰٬۱۴۷       |

## تفکیک شهر و شهرستان
در این فهرست تفکیک بر اساس شهرها و مناطق شهری (شهرستان‌ها) و نیز بر پایه میزان دارایی‌های این مناطق، انجام شده‌است. این رتبه‌بندی در سال ۲۰۱۱ توسط مجله فورچون، ارائه شده‌است. در این لیست شهرستان‌هایی ذکر شده، که حداقل سه شرکت از آن منطقه تابه‌حال در فهرست فرچون جهانی ۵۰۰ قرار گرفته باشد. همچنین شهرهایی که در فهرست فرچون ۵۰۰ ذکر شده‌اند، در این فهرست جای نمی‌گیرند.
| رتبه | شهر         | کشور                | تعداد شرکت‌های (شهر) | درآمد دلار (شهر) | تعداد شرکت‌های (شهرستان) | درآمد دلار (شهرستان) |
| ---- | ----------- | ------------------- | ------------------- | ---------------- | ----------------------- | -------------------- |
| ۱    | توکیو       | ژاپن                | ۴۷                  | $۲٬۲۶۸٬۶۴۰       | ۴۹                      | $۲٬۴۳۰٬۰۵۳           |
| ۲    | پکن         | چین                 | ۴۱                  | $۲٬۲۲۲٬۳۶۶       | ۴۱                      | $۲٬۲۲۲٬۳۶۶           |
| ۳    | پاریس       | فرانسه              | ۲۳                  | $۱٬۲۸۵٬۴۳۲       | ۳۱                      | $۱٬۹۵۲٬۸۱۲           |
| ۴    | لندن        | بریتانیا            | ۱۸                  | $۱٬۱۷۰٬۲۷۰       | ۲۲                      | $۱٬۳۶۶٬۳۸۹           |
| ۵    | نیویورک     | ایالات متحده آمریکا | ۱۸                  | $۹۵۵٬۲۹۱         | ۲۷                      | $۱٬۵۳۵٬۳۲۱           |
| ۶    | سئول        | کره جنوبی           | ۱۲                  | $۶۴۰٬۵۸۶         | ۱۳                      | $۶۶۰٬۱۴۹             |
| ۷    | اوساکا      | ژاپن                | ۸                   | $۳۷۶٬۶۰۷         | ۱۰                      | $۴۲۲٬۱۱۲             |
| ۸    | تورنتو      | کانادا              | ۷                   | $۱۹۷٬۲۹۴         | ۹                       | $۲۴۱٬۳۰۳             |
| ۹    | هیوستون     | ایالات متحده آمریکا | ۶                   | $۳۷۷٬۷۰۲         | ۶                       | $۳۷۷٬۷۰۲             |
| ۹    | مسکو        | روسیه               | ۶                   | $۳۴۸٬۰۸۴         | ۶                       | $۳۴۸٬۰۸۴             |
| ۹    | مادرید      | اسپانیا             | ۶                   | $۳۲۳٬۳۴۵         | ۶                       | $۳۲۳٬۳۴۵             |
| ۹    | زوریخ       | سوئیس               | ۶                   | $۲۲۱٬۸۱۸         | ۱۰                      | $۴۳۸٬۸۱۱             |
| ۹    | بمبئی       | هند                 | ۶                   | $۲۰۷٬۱۵۶         | ۶                       | $۲۰۷٬۱۵۶             |
| ۱۴   | آمستردام    | هلند                | ۵                   | $۲۶۱٬۹۳۳         | ۱۲                      | $۸۸۵٬۱۵۶             |
| ۱۴   | شانگهای     | چین                 | ۵                   | $۱۶۵٬۷۵۱         | ۵                       | $۱۶۵٬۷۵۱             |
| ۱۶   | مونیخ       | آلمان               | ۴                   | $۳۸۶٬۳۵۵         | ۴                       | $۳۸۶٬۳۵۵             |
| ۱۶   | رم          | ایتالیا             | ۴                   | $۲۸۳٬۴۵۴         | ۴                       | $۲۸۳٬۴۵۴             |
| ۱۶   | آتلانتا     | ایالات متحده آمریکا | ۴                   | $۱۸۴٬۴۱۶         | ۴                       | $۱۸۴٬۴۱۶             |
| ۱۶   | اسن         | آلمان               | ۴                   | $۱۷۳٬۶۴۴         | ۱۲                      | $۶۸۰٬۵۶۷             |
| ۱۶   | بروکسل      | بلژیک               | ۴                   | $۱۴۴٬۸۳۳         | ۵                       | $۱۸۱٬۱۳۰             |
| ۱۶   | هنگ کنگ     | هنگ کنگ             | ۴                   | $۱۴۱٬۴۹۵         | ۷                       | $۲۵۲٬۲۲۷             |
| ۱۶   | فرانکفورت   | آلمان               | ۴                   | $۱۴۰٬۹۲۹         | ۶                       | $۱۹۱٬۲۵۵             |
| ۱۶   | سائوپائولو  | برزیل               | ۴                   | $۱۳۵٬۴۰۶         | ۴                       | $۱۳۵٬۴۰۶             |
| ۲۴   | اشتوتگارت   | آلمان               | ۳                   | $۲۱۳٬۱۰۸         | ۳                       | $۲۱۳٬۱۰۸             |
| ۲۴   | مکزیکو سیتی | مکزیک               | ۳                   | $۱۶۹٬۷۷۶         | ۳                       | $۱۶۹٬۷۷۶             |
| ۲۴   | میلان       | ایتالیا             | ۳                   | $۱۰۹٬۹۴۳         | ۳                       | $۱۰۹٬۹۴۳             |
| ۲۴   | فیلادلفیا   | ایالات متحده آمریکا | ۳                   | $۹۴٬۶۴۳          | ۵                       | $۲۰۵٬۳۳۰             |
| ۲۴   | تایپه       | تایوان              | ۳                   | $۹۰٬۵۳۷          | ۷                       | $۲۶۰٬۹۶۶             |